# Мухаммед ибн Навваф Аль Сауд
Мохаммед ибн Навваф Аль Сауд (араб. محمد بن نواف بن عبدالعزيز آل سعود‎;  род. 22 мая 1953 , Эр-Рияд) — саудовский принц, член дома Саудов, посол Саудовской Аравии в четырёх европейских государствах.

## Биография

### Ранняя биография и образование
Принц Мухаммед ибн Навваф Аль Сауд родился 22 мая 1953 года. Он старший сын принца Наввафа. Учился в средней школе столичного института. Имеет степень от дипломатической школы при Джорджтаунском университете и степень государственного управления Гарвардского университета.

### Карьера
Мухаммед ибн Навваф работал в королевской комиссии по Джубайлу и Янбу 2 года, с февраля 1984 года работал в министерстве иностранных дел, сначала в кабинете министра, затем стал генеральным инспектором.
В 1995 году Мухаммед ибн Навваф был назначен послом в Италию и на Мальту. За это время он был избран президентом Исламского культурного центра.
В декабре 2004 года Мухаммед ибн Навваф был назначен послом в Великобритании и Ирландии. Он возглавлял Саудовское британское общество и был главой совета попечителей Академии короля Фахда. Присутствовал на обеде в Виндзорском замке в честь Бриллиантового юбилея в мае 2012 года.
В декабре 2018 года срок его полномочий в качестве посла закончился, на этой должности его сменил Халид ибн Бандар, сын принца Бандара.

### Личная жизнь
Женат на Фадве бинт Халид, внучке короля Абдаллы. У них 5 детей.